# Horace Castelli
Pour les articles homonymes, voir Castelli.
Horace Castelli (Londres, 1825 - Courbevoie, 4 mars 1889) est un graveur sur bois et illustrateur français surtout connu pour son travail sur les œuvres de la Comtesse de Ségur dans la Bibliothèque rose. Il fut influencé par Achille Devéria, puis par Gustave Doré.

## Illustrateur

### Œuvres de laComtesse de Ségur
- Les Malheurs de Sophie, 1858
- Les Mémoires d'un âne, 1860
- Pauvre Blaise, 1862
- La Sœur de Gribouille, 1862
- Les Deux Nigauds, 1863
- Un bon petit diable, 1865
- Jean qui grogne et Jean qui rit, 1865
- Diloy le chemineau, 1868

### Autres illustrations
- Journal pour tous
- Journal des Voyages
- Adrien Robert, Contes fantasques et fantastiques, Charlieu frères et Huillery, Paris, 1867.

## Galerie

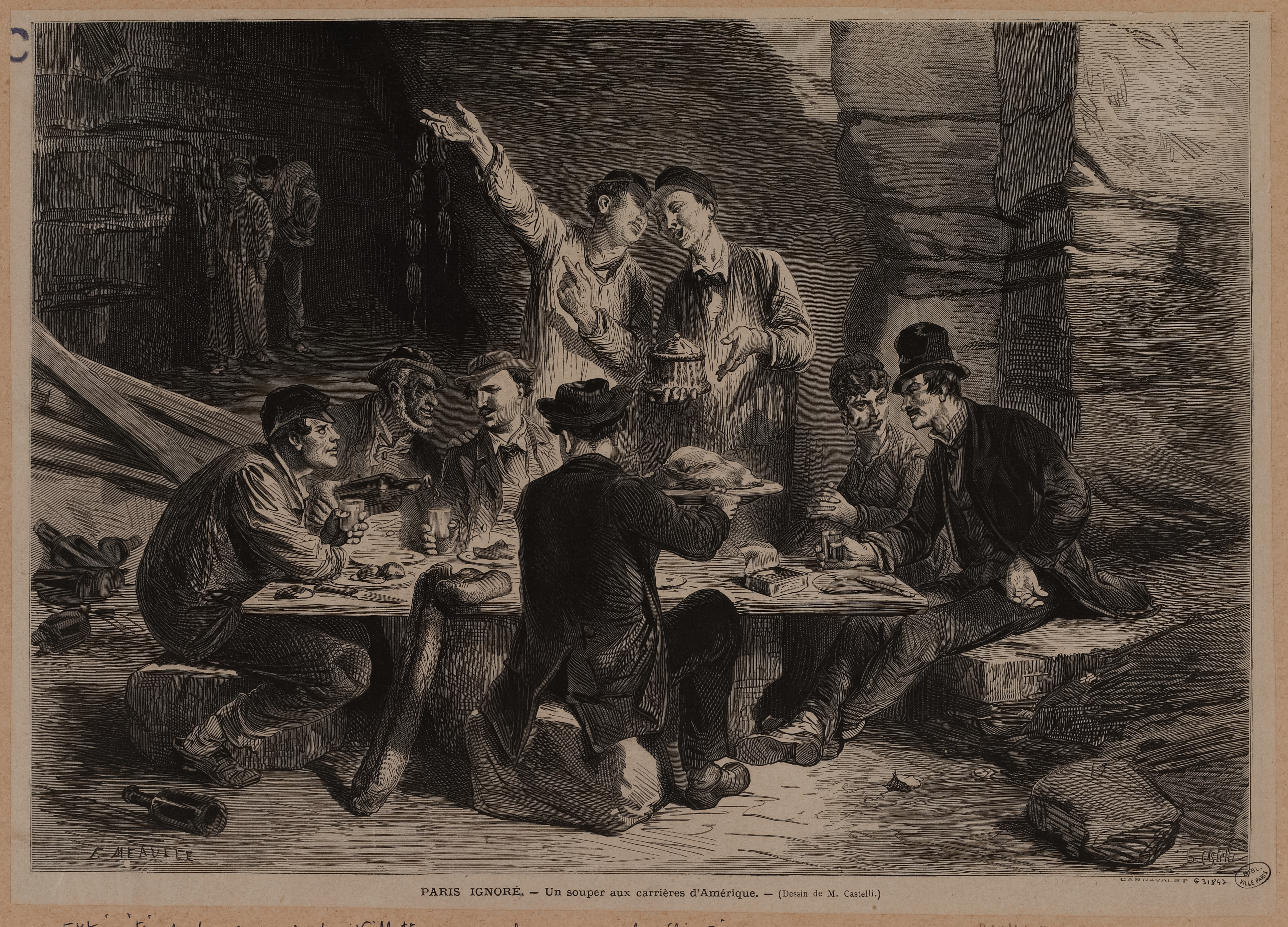
Paris ignoré. Un souper aux carrières d'Amérique.
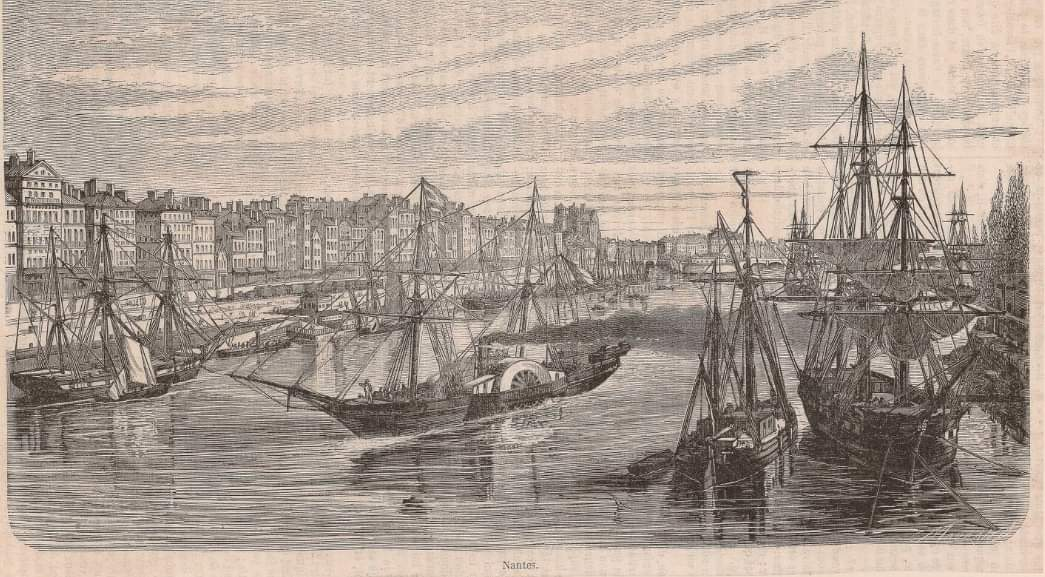
Le port de Nantes en 1850.
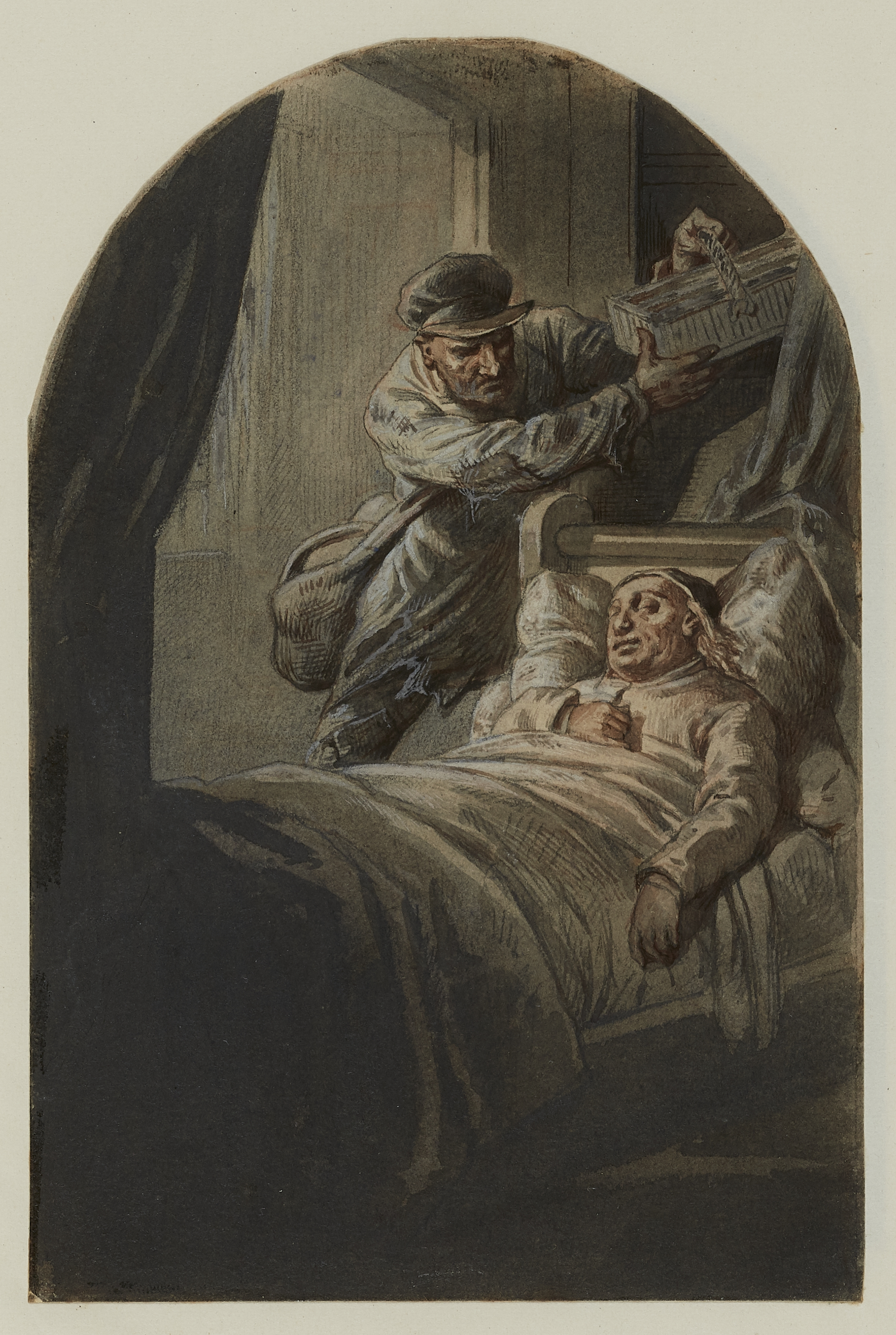
« Le Vol de l'argenterie », Les Misérables, 1865.
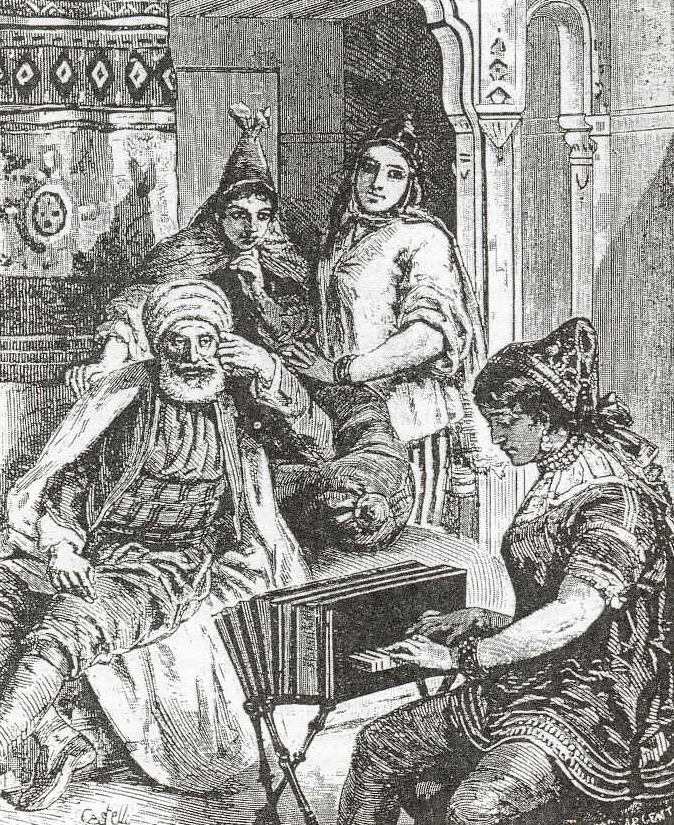
Le samedi soir dans une famille juive à Tunis, 1884.
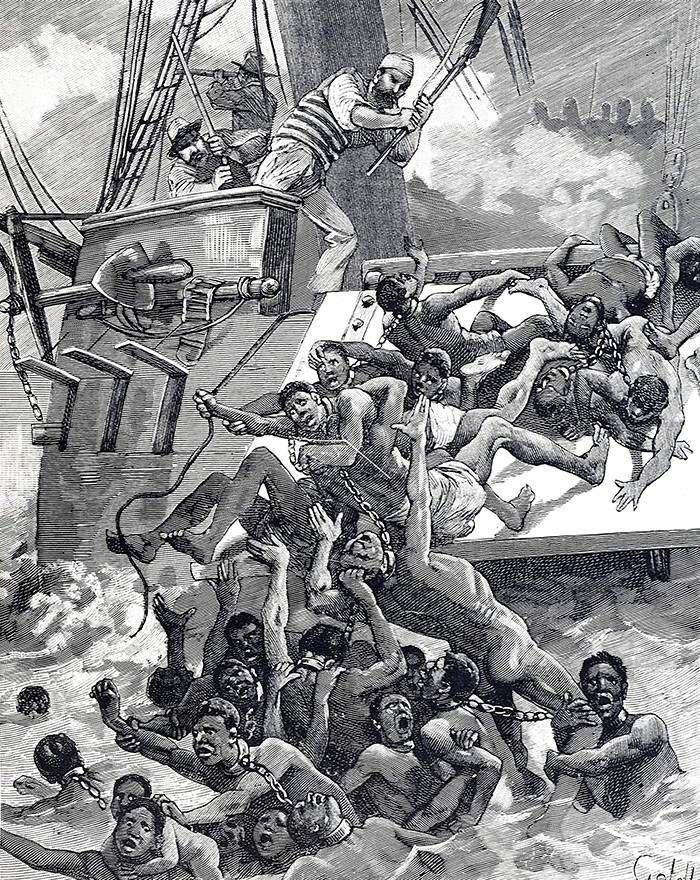
Négrier jetant ses captifs à la mer, illustration du Journal des Voyages, 1888.